# ميكو رانتاينن
ميكو رانتاينن (مواليد 29 أكتوبر 1996) هو لاعب هوكي جليد محترف فنلندي يلعب في مركز الهجوم لفريق كارولاينا هوريكانز في دوري الهوكي الوطني (NHL). تم اختياره في الجولة الأولى، المركز العاشر بشكل عام، من قبل فريق كولورادو أفالانش في درافت NHL لعام 2015، وشارك في أول مباراة له في الدوري في نفس العام. فاز رانتاينن بكأس ستانلي مع فريق أفالانش في عام 2022.

### بداية حياته المهنية
شارك رانتاينن في أول مباراة له في الدوري الفنلندي المحترف SM-liiga عندما كان يبلغ من العمر 16 عامًا مع فريق HC TPS خلال موسم 2012-2013. لعب رانتاينن مع TPS منذ أن كان عمره 14 عامًا في فئة تحت 16 عامًا. وخلال 15 مباراة، سجل ثلاث نقاط (هدفين وتمريرة حاسمة واحدة).

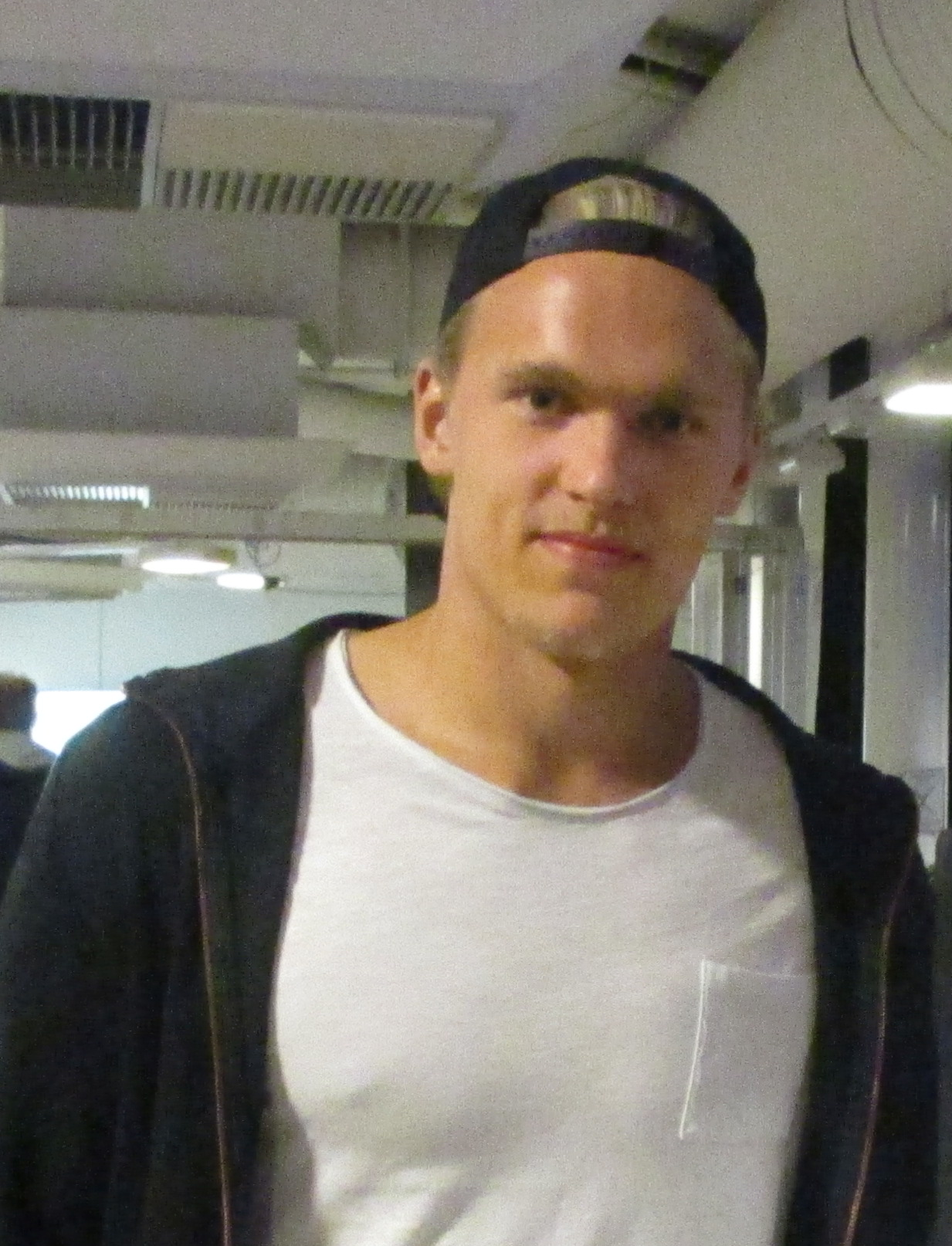
رانتاينن في عام 2016

مع دخوله موسم 2014-2015 كونه اللاعب الوحيد البالغ من العمر 17 عامًا الذي يلعب في عامه الثالث مع فريق TPS، وقع ميكو رانتاينن تمديدًا لمدة عامين للبقاء مع فريق لييجا في 9 أكتوبر 2014. من خلال استخدامه لجسمه الكبير وأسلوب لعبه البدني، سجل رانتاينن أعلى رقم في مسيرته بـ9 أهداف و28 نقطة في 56 مباراة، كما شغل دور القائد البديل. كما شارك مع نادي الشباب التابع لـTPS في فترة ما بعد الموسم، حيث سجل 14 نقطة في 7 مباريات للمساهمة في تحقيق البطولة، وتم منحه جائزة أفضل لاعب تقديرًا لجهوده.
في عام تأهله لدوري الهوكي الوطني (NHL)، تم تصنيف رانتاينن كأفضل متزلج أوروبي في نهاية الموسم. تم اختياره في المركز العاشر بشكل عام من قبل فريق كولورادو أفالانش في مسودة دخول NHL لعام 2015 في 26 يونيو 2015.

### كولورادو أفالانش
في 13 يوليو 2015، وقع رانتاينن عقدًا مبتدئًا لمدة ثلاث سنوات مع فريق أفالانش. بعد حضوره أول معسكر تدريبي لفريق أفالانش وتألقه في فترة الإعداد للموسم، تم الإعلان في 6 أكتوبر 2015 أنه سيكون ضمن قائمة الفريق في افتتاح موسم 2015-2016 وهو بعمر 18 عامًا. في 8 أكتوبر 2015، خاض رانتاينن أول مباراة له في دوري NHL في افتتاح الموسم مع فريق أفالانش، حيث خسروا بنتيجة 5-4 أمام فريق مينيسوتا وايلد. تم استخدامه في دور محدود ولعب دقائق قليلة على مدار ست مباريات خالية من النقاط مع فريق كولورادو، قبل أن يتم إرساله إلى فريق سان أنطونيو رامبيج، التابع لفريق أفالانش في دوري الهوكي الأمريكي (AHL)، في 22 أكتوبر 2015.
في أول ظهور له في AHL، ساهم رانتانن بهدفه الأول وتمريرته الحاسمة في أمريكا الشمالية خلال فوز 5-1 على ستوكتون هيت في 24 أكتوبر 2015. واصل وتيرة تسجيله للأهداف مع فريق رامبيج، حيث قاد النادي في جميع الفئات الهجومية قبل أن يتم اختياره للمشاركة في مباراة AHL All-Star Game باعتباره ثاني أصغر مشارك في تاريخ الحدث الحديث. بعد استدعائه لثلاث مباريات إلى أفالانش، عاد رانتانن لإكمال الموسم مع سان أنطونيو، ليصبح سابع مراهق يصل إلى علامة 60 نقطة، وفعل ذلك في 52 مباراة فقط. باحتلاله المركز السادس في إجمالي التسجيل، حصل على اختيار لفريق كل النجوم الثاني وتقاسم جائزة دودلي "ريد" جاريت التذكارية إلى جانب فرانك فاترانو باعتباره مبتدئ العام في AHL.

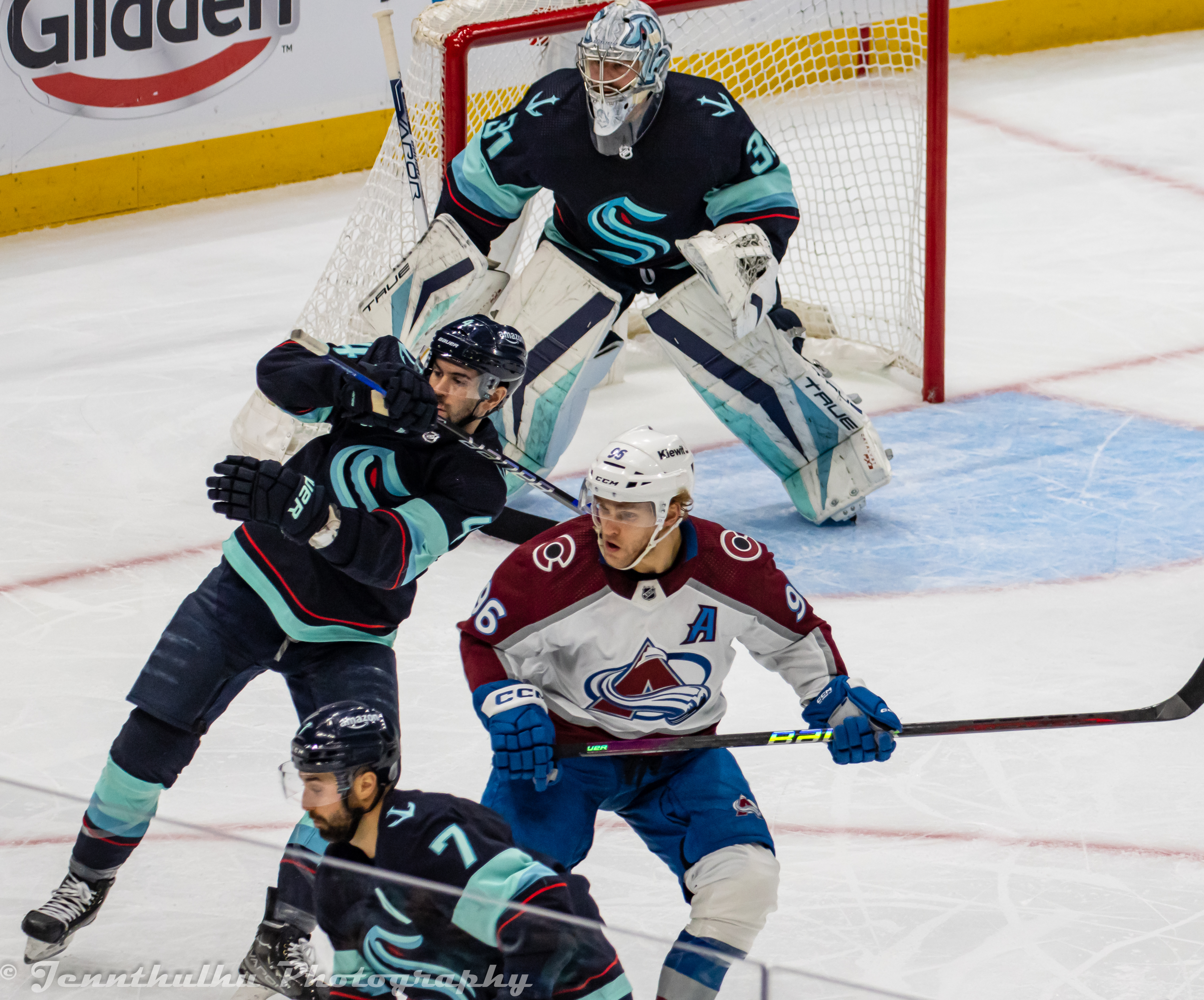
يتنافس رانتاينن على المركز ضد جوستين شولتز خلال تصفيات كأس ستانلي 2023.

في 11 نوفمبر 2016، سجل رانتاينن هدفه الأول في دوري الهوكي الوطني بعد مرور 1:03 دقيقة من الفترة الثانية في مباراة ضد فريق وينيبيج جيتس . وتمكن أفالانش من الفوز بنتيجة 3-2 في الوقت الإضافي. سجل أول ثلاثية له في دوري الهوكي الوطني في 8 فبراير 2017 في فوز 4-0 على مونتريال كنديانز .
كان لدى رانتاينن عامًا مميزًا خلال موسم 2017-2018 ، حيث سجل 29 هدفًا و55 تمريرة حاسمة مقابل 84 نقطة في 81 مباراة؛ فقط زميله في الخط ناثان ماكينون كان لديه المزيد من النقاط لكولورادو. تأهل الفريق إلى تصفيات كأس ستانلي 2018 باعتباره الفريق الثاني الحاصل على البطاقة البرية في المؤتمر الغربي . سجل رانتانن أربع تمريرات حاسمة حيث خرج الفريق من البطولة على يد ناشفيل بريديتورز في ست مباريات.
وشهد موسم 2018–19 استمرار رانتانن في اللعب بوتيرة مثيرة للإعجاب، وهو ما أبرزته أدائه خلال الأشهر القليلة الأولى من الموسم. بحلول ديسمبر 2018، حصل رانتانن على 50 نقطة وكان في طريقه لتسجيل أكبر عدد من النقاط من قبل أي لاعب منذ إغلاق 2004-2005 . وعلى الرغم من انخفاض مستواه التهديفي، أنهى رانتاينن الموسم برصيد 87 نقطة في 74 مباراة لعبها؛ وهو أعلى رقم في مسيرته. كما قاد الفريق في التسجيل خلال مشوار الفريق في التصفيات المكونة من جولتين.
في 28 سبتمبر 2019، وقع رانتانن عقدًا ممتدًا لست سنوات بقيمة 55.5 مليون دولار مع أفالانش.
في 26 يونيو 2022، فاز فريق كولورادو أفالانش بكأس ستانلي بفوزه على فريق تامبا باي لايتنينج في ست مباريات، مما منح رانتاينن بطولة كأس ستانلي الأولى له.
في موسم 2022–23 ، بعد جاري كوري وتيمو سيلان ، أصبح ميكو رانتانن ثالث فنلندي على الإطلاق يكسر حاجز الـ50 هدفًا في الموسم العادي لدوري الهوكي الوطني واللاعب الثالث في تاريخ نادي كولورادو أفالانش بعد جو ساكيتش وميلان هيدوك .
مع دخول موسم 2024-2025 وفي السنة الأخيرة من عقده قبل أن يصبح وكيلًا حرًا غير مقيد، وصل رانتانين وأفالانش إلى طريق مسدود عندما يتعلق الأمر بتمديد العقود؛ حيث ورد أن رانتانين كان يسعى إلى الحصول على راتب سنوي في حدود 14 مليون دولار، بينما لم يكن أفالانش على استعداد لتقديم أكثر من 12.6 مليون دولار سنويًا (راتب المهاجم ناثان ماكينون ). ظل الاثنان بعيدين عن بعضهما البعض لكن رانتاينن واصل التفوق في الفريق، وظل دائمًا ضمن أفضل 10 هدافين في الدوري مع تقدم الموسم.

### كارولينا هوريكانز
في 24 يناير 2025، تم تداول رانتاينن إلى فريق كارولينا هوريكانز مقابل جاك دروي ، ومارتن نيكاس ، واختيار في الجولة الثانية عام 2025 واختيار في الجولة الرابعة عام 2026 في صفقة مكونة من ثلاثة فرق مع فريق شيكاغو بلاكهوكس والتي شهدت أيضًا تداول تايلور هول إلى كارولينا. كما حصل شيكاغو على اختيار الجولة الثالثة من كارولينا لعام 2025 إلى جانب الاحتفاظ بنسبة 50٪ من قيمة عقد رانتانن مقابل سقف رواتبهم. وقد وصف محللو الرياضة هذه الصفقة بأنها صفقة رائعة، حيث علق الكثيرون بأنها كانت بمثابة صدمة وأنها أكبر صفقة خلال الموسم منذ تم تداول جو ثورنتون في نوفمبر 2005. تم الاستشهاد بالجمود بين أفالانش ورانتانين فيما يتعلق بتمديد العقد باعتباره المحرك الرئيسي وراء التجارة، حيث لاحظ المعلقون أن الفريق كان يسعى إلى تلقي أصول مقابل لاعب من غير المرجح أن يعيدوا التوقيع معه بدلاً من خسارة رانتانين لفريق آخر في وكالة حرة دون تعويض. في وقت التجارة، كان رانتانن متصدرًا لفريق كولورادو برصيد 25 هدفًا وكان في المركز السادس في التسجيل على مستوى الدوري برصيد 64 نقطة.

## اللعب الدولي
تم تقديم رانتاينن وتطويره كلاعب شاب في البرنامج الوطني الفنلندي للناشئين تحت 16 عامًا. تم اختياره لأول مرة في بطولة دولية في بطولة العالم لهوكي الجليد تحت 17 سنة 2013 ، حيث سجل سبع نقاط في خمس مباريات. ثم قاد الفريق على مستوى تحت 18 عامًا برصيد سبع نقاط في أربع مباريات في بطولة إيفان هلينكا التذكارية عام 2013 قبل المنافسة في أول مسابقة كاملة له في IIHF في بطولة العالم تحت 18 عامًا لعام 2014 IIHF .
واصل رانتاينن تقدمه ضمن فريق الناشئين الفنلندي ليحصل على الاختيار للمشاركة في بطولة العالم للناشئين 2015 في تورنتو . على الرغم من احتلاله المركز السابع بشكل مخيب للآمال، ساهم رانتانن بأربعة أهداف في خمس مباريات ليحصل على مكان ضمن أفضل ثلاثة لاعبين في اختيار الفريق.
خلال موسمه الاحترافي الأول في أمريكا الشمالية وبينما كان مؤهلاً للمشاركة في بطولته الأخيرة للناشئين، تم إعارة رانتانن من قبل فريق كولورادو أفالانش لقيادة فريق الناشئين الفنلندي حيث استضافوا بطولة العالم للناشئين 2016. بينما أضاف حضورًا مخضرمًا مستقرًا، لعب رانتانن دورًا داعمًا طوال مرحلة الدور قبل النهائي قبل أن يزيد إنتاجه في نصف النهائي ضد السويد ويسجل في المباراة النهائية ضد روسيا لمساعدة فنلندا في الحصول على الميدالية الذهبية وتتويج مسيرته المهنية في فئة الناشئين.

## إحصائيات المهنة

### دولي
| السنة            | الفريق           | الحدث            |                  | الممارس العام | G  | A  | نقط | بيم |
| ---------------- | ---------------- | ---------------- | ---------------- | ------------- | -- | -- | --- | --- |
| 2013             | فنلندا           | تحت 17 عاما      | 5                | 2             | 5  | 7  | 22  |     |
| 2013             | فنلندا           | 18               | 4                | 3             | 4  | 7  | 0   |     |
| 2014             | فنلندا           | دبليو جي سي 18   | 5                | 3             | 2  | 5  | 0   |     |
| 2015             | فنلندا           | دبليو جي سي      | 5                | 4             | 0  | 4  | 2   |     |
| 2016             | فنلندا           | دبليو جي سي      | 7                | 2             | 3  | 5  | 2   |     |
| 2016             | فنلندا           | دبليو سي         | 5                | 0             | 1  | 1  | 2   |     |
| 2017             | فنلندا           | دبليو سي         | 10               | 4             | 6  | 10 | 0   |     |
| 2018             | فنلندا           | دبليو سي         | 8                | 5             | 6  | 11 | 6   |     |
| 2023             | فنلندا           | دبليو سي         | 8                | 0             | 9  | 9  | 4   |     |
| مجاميع المبتدئين | مجاميع المبتدئين | مجاميع المبتدئين | مجاميع المبتدئين | 26            | 14 | 14 | 28  | 26  |
| مجاميع كبار      | مجاميع كبار      | مجاميع كبار      | مجاميع كبار      | 31            | 9  | 22 | 31  | 12  |

| جائزة                             | سنة        |          |
| جونيور أ                          | جونيور أ   | جونيور أ |
| --------------------------------- | ---------- | -------- |
| بطل                               | 2015       |          |
| جائزة فيلي بيلتونين               | 2015       |          |
| ايه اتش ال                        |            |          |
| مباراة كل النجوم في AHL           | 2016       |          |
| فريق AHL All-Rookie               | 2016       |          |
| جائزة دودلي "ريد" جاريت التذكارية | 2016       | [ 18 ]   |
| فريق النجوم الثاني في AHL         | 2016       | [ 17 ]   |
| الدوري الوطني للهوكي              |            |          |
| مباراة كل النجوم في NHL           | 2019, 2023 |          |
| فريق النجوم الثاني في NHL         | 2021       |          |
| بطل كأس ستانلي                    | 2022       | [ 24 ]   |

## روابط خارجية
معلومات السيرة الذاتية والإحصائيات المهنية متوفرة عبر المواقع التالية:
- NHL.com
- Eliteprospects.com
- Eurohockey.com
- Hockey-Reference.com
- The Internet Hockey Database

يمكنك زيارة أي من هذه المواقع للحصول على معلومات شاملة عن اللاعبين وإحصائياتهم المهنية.